# Cerceris
Cerceris är ett släkte av rovsteklar i familjen Crabronidae. I släktet finns ungefär 860 arter. Av dessa förekommer ungefär 40 i Västeuropa och 90 i USA.
Arterna har liksom andra rovsteklar gula och svarta varningsfärger på bakkroppen. De är jämfört med getingar ganska små. En annan skillnad till getingar är segmentens grova yta.
Vuxna exemplar har nektar och pollen som föda. De hittas ofta på flockblommiga växter och korgblommiga växter. Larverna livnär sig av andra insekter. Till exempel äter ungarna av Cerceris arenaria vivlar. Larverna av Cerceris rybyensis har bin från släktena bandbin, smalbin och sandbin som föda, men inga honungsbin. Äggläggningen sker i jordhålor.
Arter som förekommer i Sverige är:
- Cerceris arenaria
- Cerceris quadrifasciata
- Cerceris quinquefasciata
- Cerceris ruficornis
- Cerceris rybyensis